# Vojska Srbije
Le Forze armate della Serbia (in serbo: Bojcka Србије / Vojska Srbije) è la forza militare della Serbia, costituita dall'Esercito terrestre, dall'Aeronautica militare e difesa aerea e dal Comando di formazione.

## La politica e la struttura di comando

### Neutralità armata
La Serbia segue la dottrina della neutralità armata,pur partecipando ad alcune missioni di pace delle Nazioni Unite. Questa dottrina militare è simile a quella della Svezia.
La dottrina della neutralità ha obbligato la Serbia a rimanere neutrale in tempo di pace o in caso di una guerra. 
La Costituzione della Serbia prevede la non-entrata in guerra come un aggressore a uno stato sovrano o come difensore di un altro paese. L'utilizzo dei suoi militari è limitato in caso di attacco alla sovranità della Serbia. Controversa è però la posizione delle Forze armate serbe in Kosovo infatti la maggioranza dei cittadini ritiene necessaria la presenza di esse mentre de facto esse sono state espulse dopo la guerra del 1999 quando la regione è sotto protettorato UNMIK.

### Bilancio
La spesa corrente militare della Serbia è il 2,1% del PIL. Oltre il 30% del budget è speso per le sole pensioni. La modernizzazione dell'esercito infatti richiederà molte spese aggiuntive in futuro. Per promuovere un uso efficiente dei fondi, una Revisione ha contribuito a eliminare i servizi superflui, aumentare la manovrabilità e diminuire tempo di risposta. Il numero di personale è stato ridotto in modo significativo. Un obiettivo fondamentale della riforma è l'abolizione della leva per passare ad una forza del tutto professionale, entro il 2011. L'80% dei militari è composto da soldati professionisti e questa percentuale salirà al 90% entro la fine del 2010.

### Organizzazione
Lo Stato Maggiore delle Forze Armate della Serbia è composto dai più alti funzionari di classifica ed è responsabile del comando strategico. L'attuale capo di Stato Maggiore è il Ten. Gen. Miloje Miletic. Il comando tattico e operativo è suddiviso in tre rami: 
- Forze di terra della Serbia
- Aeronautica Militare e Difesa Aerea delle Forze Armate della Serbia.
- Commando di formazione della Serbia.

I cittadini della Serbia non sono più soggetti al servizio militare obbligatorio dal 1 ° gennaio 2011.

### Mantenimento della pace
La Serbia prende parte a diverse missioni ONU in Africa. Il corpo medico serbo partecipa in Congo dal marzo del 2003. Con la decisione del parlamento serbo è stata per la prima volta approvata la partecipazione delle forze armate in due missioni di pace dell'Unione europea: la missione Atalanta, contro la pirateria nelle acque della Somalia, e la missione di addestramento delle forze di sicurezza somale in Uganda.
| Paese          | Missione corrente | Organizzazione |
| -------------- | ----------------- | -------------- |
| R.D. Congo     | MONUSCO           | Nazioni Unite  |
| Liberia        | UNMIL             | Nazioni Unite  |
| Costa d'Avorio | UNOCI             | Nazioni Unite  |
| Cipro          | UNFICYP           | Nazioni Unite  |
| Libano         | UNIFIL            | Nazioni Unite  |
| Somalia        | ATALANTA          | Unione europea |

## Storia dell'Esercito serbo
La prima formazione militare in Serbia data più di 1500 anni, quando Vlastimir di Serbia formò il primo stato serbo medievale di Raška nel VII sec. d.C. Nei secoli successivi si sarebbe evoluto un fortissimo esercito panbalcanico che raggiunse l'apice della sua forza nell'Impero serbo, uno dei più grandi imperi in Europa dall'attuale Slovenia all'Attica e al Mar Nero comprendendo praticamente l'intera penisola balcanica. 
L'invasione ottomana ridusse la potenza dell'impero e durante la Battaglia di Maritsa dove cadde la maggior parte della nobiltà serba. La nobiltà separò l'impero in vari stati più piccoli di cui il più grande fu la Serbia Moravica. Il regno era governato da Stefan Lazarević che introdusse moderne tattiche militari e armi da fuoco al suo esercito tuttavia la nuova tecnologia non poté difendere il regno dalla superiorità numerica dell'Impero ottomano. Gli Ottomani soppressero la formazione di uno stato serbo con il suo esercito dal 1540 fino al 1804, anno della prima rivolta serba. 
La prima rivolta serba del 1804 portò alla vittoria serba nelle battaglie di Ivankovac, Misar, Deligrad e Belgrado e portò alla creazione del Principato di Serbia nel 1817. La successiva seconda rivoluzione serba portò al pieno riconoscimento dell'autogoverno serbo e alla costituzione del Regno di Serbia. 
All'inizio del 20 ° secolo la leadership serba prevedeva la possibilità di attaccare l'Austria-Ungheria. Di conseguenza, a partire dal 1901, tutti i serbi di sesso maschile di età compresa tra 21-46 sono stati responsabili del servizio militare obbligatorio.13 anni dopo, nel 1914, Austria-Ungheria attaccò la Serbia segnando l'inizio della prima guerra mondiale.
La Serbia resistette eroicamente ben tre invasioni consecutive da parte dell'Austria, vincendo le prime vittorie importanti della guerra per gli alleati, ma infine fu sopraffatta dalle forze combinate degli Imperi centrali (Germania, Austria-Ungheria e Bulgaria).